# Маркуши (Тверская область)
Маркуши — деревня в Кимрском районе Тверской области. Входит в состав Приволжского сельского поселения.

## География
Находится в юго-восточной части Тверской области на расстоянии приблизительно 9 км на северо-восток по прямой от районного центра города Кимры в правобережной части района.

## История
Известна с 1775 года как деревня Маркушево из 4 дворов, принадлежала поручику Н. М. Дохтурову. В 1851 году 9 дворов. В 1859 году здесь (деревня Маркушино Калязинского уезда Тверской губернии) было учтено 9 дворов. Ныне имеет дачный характер.

## Население
Численность населения: 23 человека (1775 год), 54 (1851 год), 66 (1859), 2 (русские 100 %) в 2002 году, 5 в 2010.